# Izmena
Izmena è un film del 2012 diretto da Kirill Serebrennikov.
È stato presentato in concorso alla 69ª Mostra internazionale d'arte cinematografica di Venezia.